# Sensational
"Sensational" é uma canção do cantor estadunidense Chris Brown de seu décimo primeiro álbum de estúdio 11:11. A canção foi lançada como segunda música de trabalho do álbum em 20 de outubro de 2023, pela RCA Records. Possui vocais convidados dos cantores nigerianos Davido e Lojay.
A música foi escrita por Chris Brown, Sean Kingston, Davido e Lojay, enquanto sua produção ficou a cargo do DJ Hardwerk. "Sensational" é uma música de Afrobeats, com conteúdo lírico romântico. A recepção crítica à música foi positiva, com críticos elogiando a atuação dos artistas e sua produção. "Sensational" marcou a primeira entrada de Davido e Lojay na história da Billboard Hot 100 dos EUA, e a 117ª de Brown, fazendo de Brown o primeiro artista do século XXI a ter músicas na parada americana por 20 anos consecutivos (2005 - 2024).
A faixa venceu duas categorias no NAACP Image Awards, e foi nomeada ao MTV Video Music Awards de 2024, ao BET Awards de 2024 e ao Grammy Awards de 2025. 
Em 20 de outubro de 2023, Brown lançou "Sensational" junto com um videoclipe dirigido pelo videomaker Child.

## Faixas
| Digital download and streaming |                                      |         |  |
| N.º                            | Título                               | Duração |  |
| 1.                             | "Sensational" (feat. Davido & Lojay) | 3:51    |  |

## Desempenho nas paradas musicais

### Gráficos semanais
| Gráficos (2023)                                     | Melhor posição |
| --------------------------------------------------- | -------------- |
| África do Sul (RISA)                                | 19             |
| Estados Unidos (Billboard Hot 100)                  | 71             |
| Estados Unidos (Billboard R&B/Hip-Hop Songs)        | 24             |
| Estados Unidos (Billboard Hot R&B/Hip-Hop Airplay)  | 4              |
| Estados Unidos (Billboard Rhythmic)                 | 3              |
| Estados Unidos World Digital Song Sales (Billboard) | 2              |
| Nova Zelandia (RMNZ Hot Singles)                    | 2              |
| Nigéria (TurnTable Top 100)                         | 12             |
| Paises Baixos (Single Tip)                          | 7              |
| Reino Unido (UK Singles Chart)                      | 45             |
| Reino Unido (OCC UK R&B)                            | 22             |

## Histórico de lançamento
| País    | Data                  | Formato                         | Edição          | Gravadora | Referência |
| ------- | --------------------- | ------------------------------- | --------------- | --------- | ---------- |
| Mundial | 20 de outubro de 2023 | fluxo de mídia descarga digital | Versão original | RCA CBE   | [ 7 ]      |

## Prêmios
| Ano  | Premiação                      | Categoria                               | Resultado |
| ---- | ------------------------------ | --------------------------------------- | --------- |
| 2024 | NAACP Image Awards             | Outstanding Music Video                 | Venceu    |
| 2024 | NAACP Image Awards             | Outstanding Duo, Group or Collaboration | Venceu    |
| 2024 | BET Awards de 2024             | Viewer's Choice Award                   | Nomeado   |
| 2024 | MTV Video Music Awards de 2024 | Best Afrobeats                          | Nomeado   |
| 2025 | Grammy Awards de 2025          | Melhor Performance de Música Africana   | Pendente  |